# Limosina cambrica
Limosina cambrica är en tvåvingeart som först beskrevs av Richards 1929.  Limosina cambrica ingår i släktet Limosina och familjen hoppflugor. Inga underarter finns listade i Catalogue of Life.